# السميطية
السميطية فرقة شيعية منقرضة تؤمن بإمامة محمد بن جعفر الصادق وولده من بعده، 

## تاريخ
استندت الطائفة السميطية الشيعية لعدد من الروايات ومن أهمها أنه: 
| السميطية | روى بعضهم أن محمد بن جعفر دخل ذات يوم على أبيه جعفر الصادق وهو صبي صغير، فدعاه أبوه جعفر الصادق، فاشتد محمد بن جعفر يعدو نحوه فكبا وعثر بقميصه وسقط لحر وجهه فقام جعفر الصادق فعدا نحوه حافياً، فحمله وقبل وجهه ومسح التراب عنه بثوبه وضمه إلى صدره، وقال: سمعت أبي محمد بن علي يقول يا جعفر إذا ولد لك ولد يشبهني فسمه باسمي وكنه بكنيتي فهو شبيهي وشبيه رسول الله | السميطية |